# Вустер Тауншип (округ Монтгомері, Пенсільванія)
Вустер Тауншип (англ. Worcester Township) — селище (англ. township) в США, в окрузі Монтгомері штату Пенсільванія. Населення — 10 317 осіб (2020).

## Демографія
Згідно з переписом 2010 року, у селищі мешкало 9750 осіб у 3557 домогосподарствах у складі 2677 родин. Було 3774 помешкання
Расовий склад населення:
| - 85,3 % — білих - 10,3 % — азіатів - 2,8 % — чорних або афроамериканців |

До двох чи більше рас належало 1,3 %. Частка іспаномовних становила 1,6 % від усіх жителів.
За віковим діапазоном населення розподілялося таким чином: 25,3 % — особи молодші 18 років, 58,7 % — особи у віці 18—64 років, 16,0 % — особи у віці 65 років та старші. Медіана віку мешканця становила 44,0 року. На 100 осіб жіночої статі у селищі припадало 92,5 чоловіків;  на 100 жінок у віці від 18 років та старших — 87,8 чоловіків також старших 18 років.
Середній дохід на одне домашнє господарство  становив 155 818 доларів США (медіана — 117 269), а середній дохід на одну сім'ю — 181 725 доларів (медіана — 137 991). Медіана доходів становила 96 056 доларів для чоловіків та 69 417 доларів для жінок. За межею бідності перебувало 2,4 % осіб, у тому числі 3,2 % дітей у віці до 18 років та 0,3 % осіб у віці 65 років та старших.
Цивільне працевлаштоване населення становило 5250 осіб. Основні галузі зайнятості: освіта, охорона здоров'я та соціальна допомога — 22,4 %, науковці, спеціалісти, менеджери — 18,8 %, виробництво — 15,9 %.